# Gertruda de Hohenberg

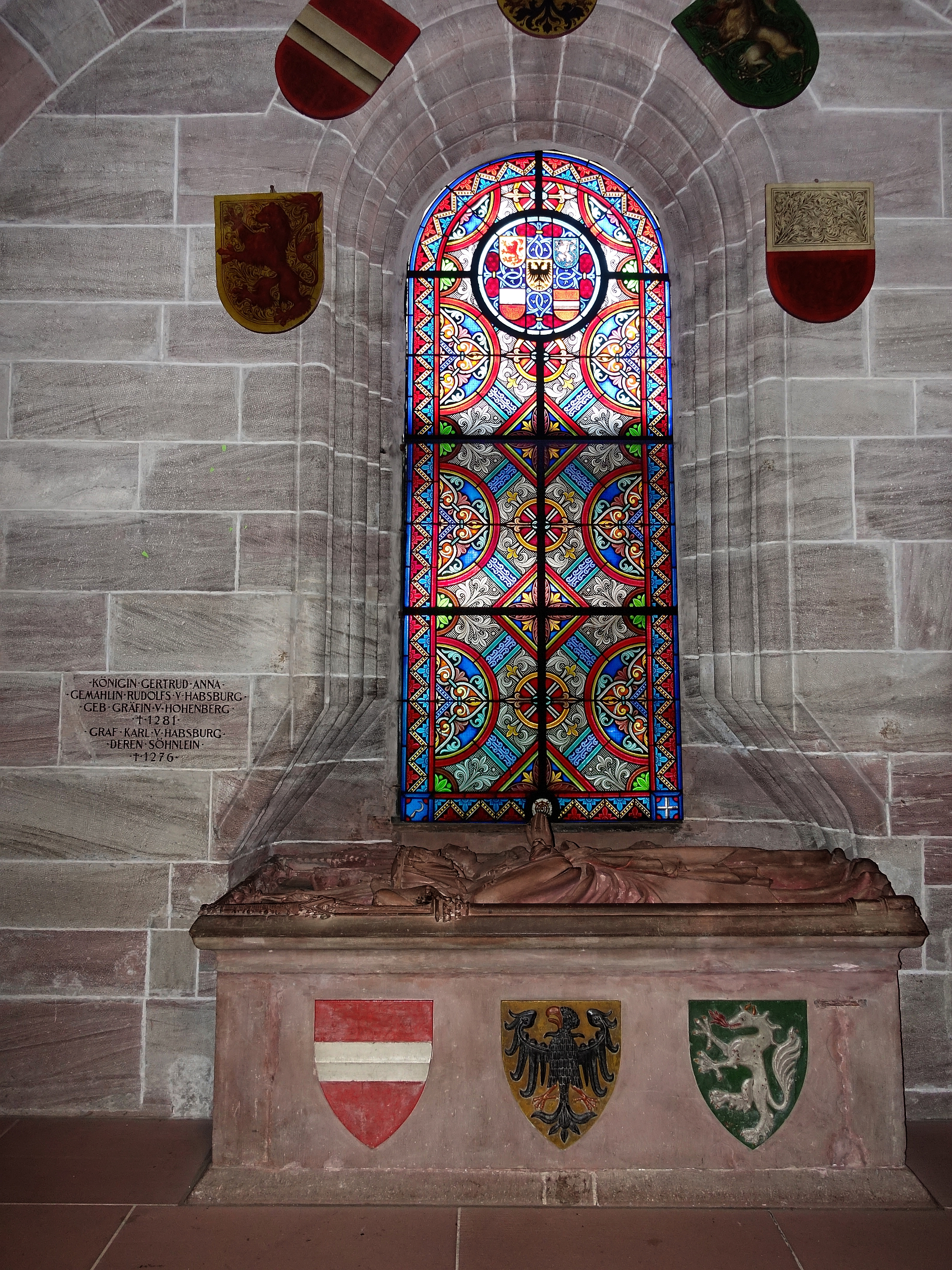
Sarcofagul lui Gertrude de Hohenberg în Catedrala din Basel

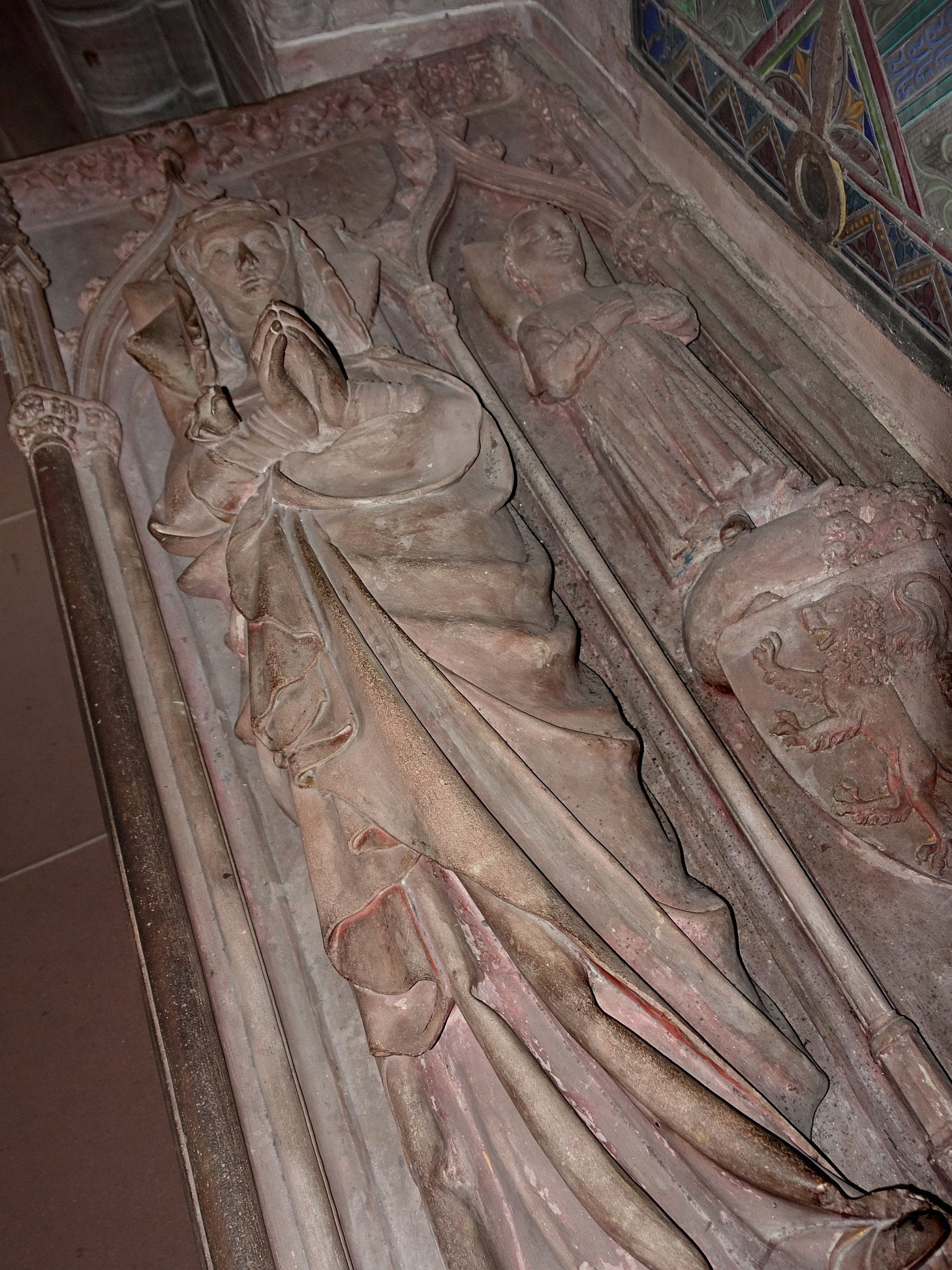
Lespedea sarcofagului lui Gertrud de Hohenberg (în dreapta fiul ei, Karl de Habsburg)

Gertruda de Hohenberg (c. 1225, Deilingen, Suabia – d. 16 februarie 1281, Viena) a fost soția lui Rudolf I de Habsburg. Din 1253 a fost contesă de Habsburg, Kyburg și Löwenstein și din 1273 a fost regină romano-germană, numită Anna de Habsburg. Este considerată a fi străbunica dinastiei habsburgice.

## Biografie

### Clarificarea filiației
Gertruda de Hohenberg era cea mai mare fiică a contelui Burkhard al V-lea de Hohenberg și a soției sale, contesa palatină Mechthild de Tübingen (fiică a contelui palatin Rudolf al II-lea de Tübingen). Conții șvabi de Hohenberg au fost o ramură a familiei conților de Zollern, separată timpuriu de aceasta.
Acta Murensia o numește pe Gertruda astfel: „uxor Gertrudis, quae et Anna, Ludovici, Comitis Froburgi et Hochbergi Comitis filia”   adică: „soția Gertruda, care apare și sub numele de Anna, fiica lui Ludwig, conte de Frohburg și Hochberg”. Istoricul elvețian Aegidius Tschudi (d. 1572) a creat, în consecință, teza că Gertruda de Hohenberg, soția regelui Rudolf I de Habsburg, provenea din Casa Homberg-Frohburg. Potrivit lui Tschudi, Gertruda (d. 1274) era fiica contelui Ludwig și sora conților Hartmann și Herman al IV-lea. Fără îndoială comitatul Homberg s-a alăturat comitatului Froburg prin căsătoria fratelui ei Herman al IV-lea (potrivit presupunerii lui Tschudi) cu moștenitoarea contelui Werner al III-lea de Homberg.
Vechiul punct de vedere conform căruia  a fost infirmat fără urmă de îndoială în 1758 de Johann Friedrich Herbster, care a atribuit-o pe Gertruda (Anna) casei șvabe de Hohenberg, pe baza unui document din 27 februarie 1271. Acesta este un act de vânzare prin care soțul ei, Rudolf, conte von Kyburg și Habsburg, a înstrăina un domeniu din Tiengen (Freiburg, Breisgau) mânăstirii Sf. Märgen, care reprezenta dota primită de soția sa, Gertruda, la căsătorie. Acestă tranzacție a fost aprobată de frații Gertrudei în mod expres. Faptul este atestat în trei documente. Drept urmare, Gertruda se trage în mod sigur din casa familiei șvabe Hohenberg.

### Căsătoria și descendenții
Gertruda s-a căsătorit în jurul anului 1253 în Alsacia cu contele Rudolf de Habsburg, fiul contelui Albert al IV-lea și al contesei Hedwig (cunoscută și ca Heilwig) de Kyburg.
Timp de douăzeci de ani Gertruda de Hohenberg a fost contesa castelului Stein. Pe 1 octombrie 1273 în Frankfurt pe Main, principii electori l-au ales în unanimitate pe soțul ei drept rege german. După încoronarea lor în Aachen, ea însăși s-a numit Regina Anna.
Din căsătoria Gertrudei cu Rudolf au rezultat paisprezece copii, șase fii și opt fiice, între care:
- Matilda (1253–1304) căsătorită în 1273 în Aachen cu Ludovic cel Strict, conte palatin al Rinului și duce al Bavariei Superioare (din Casa de Wittelsbach);
- Albert I (1255–1308) căsătorit în 1274 la Viena cu Elisabeta de Gorizia și Tirol;
- Caterina (1256–1282) căsătorită în 1279 la Viena cu Otto al III-lea, duce al Bavariei Inferioare;
- Agnes Gertruda (1257–1322) căsătorită în 1273 în Aachen cu Albert al II-lea, duce de Saxonia-Wittenberg;
- Hedwig (1259–1303) căsătorită în 1279 la Viena cu Otto al VI-lea, margraf de Brandenburg, fiul lui Otto al III-lea de Brandenburg din Casa de Ascania;
- Clementia (1262–1293) căsătorită în 1281 la Viena cu Carol Martel, rege titular al Ungariei, fiul lui Carol al II-lea de Neapole din Casa de Anjou;
- Hartmann (1263–1281, înecat) logodit cu Johanna, fiica regelui Eduard I al Angliei;
- Rudolf al II-lea (1270–1290) căsătorit în 1289 la Praga cu Agnes de Boemia, fiica regelui Ottokar al II-lea al Boemiei;
- Iudita (1271–1297) căsătorită în 1285 în Praga cu Venceslau al II-lea, rege al Boemiei;
- Carol (n./d. 1276)

### Sfârșitul vieții
Soția regelui Rudolf I a ales Catedrala din Basel ca loc de înmormântare. Cronicarul din Colmar descrie în detaliu pregătirile pentru „ultima ei călătorie” și conservarea rămășițelor sale omenești: „Măruntaiele au fost scoase, cavitatea abdominală a fost umplută cu nisip și cenușă, iar fața a fost îmbălsămată. Apoi corpul a fost învelit într-o pânză cerată și îmbrăcat în splendide haine de mătase. Un lanț de aur împodobea capul acoperit cu voal. Apoi, regina moartă a fost așezată în sicriul din lemn de fag, cu brațele încrucișate peste piept. Așa și-a văzut regele soția pentru ultima dată înainte ca sicriul să fie închis cu benzi din fier”. Cortegiul funerar a ajuns pe 20 martie 1281 la Basel. „Trei episcopi au celebrat slujba de înmormântare, timp în care sicriul a fost așezat vertical și cu capacul deschis, astfel încât toți cei prezenți să poată vedea încă o dată regina decedată." 
Sarcofagul ei, comun cu cel al fiului ei mai mic, Karl, se află pe culoarul zonei denumite „chor” în catedrala din Basel. După cutremurul din 1356, mormântul ei împreună cel al fiului ei, Karl, fost mutat în partea stângă a chor-ului. După această a doua înhumare, mormântul a fost redeschis în 1510 de preoții din Basel. Cu acestă ocazie au fost scoase coroana regală, un inel și un colier. A urmat o altă redeschidere a mormântului în 1770. Rămășițele Gertrudei, precum și cele ale fiilor ei, Karl și Hartmann (care a murit înecat în Rin în anul 1281), au fost mutate la mânăstirea Sf. Blasien în Pădurea Neagră (actual districtul Waldshut, Germania), iar astăzi se află în mânăstirea Sf. Paul din Lavanttal în Carintia. În catedrala din Basel mai există doar un monument (cenotaf).